# Gradina (Domavia)
Gradina je lokacija u Sasama. Datira iz antike. Nalazište je starorimskih artefakata. Ostatak je velikog municipija Domavije koji je bio središtem rudarske uprave za provincije Panoniju i Dalmaciju.
Iskopavanjem se našlo nalaze koji su doveli do zaključka o velikoj važnosti ove rimske naseobine. Epigrafski spomenici pokazuju nam da se ovdje intenzivirala rudarska djelatnost. Nađena su imena prokuratora na spomenicima. Nalaz iz Drinjače datira iz 218. i na natpisu piše da je Domavia "Res publica". Jedan je spomenik posvećen prokuratoru Valeriju Superu. Navodi mu zasluge za priskrbljivanje dovoljne količine vode za javno kupatilo. Tu su još natpisi iz 230., te ara nekog rimskog namjesnika. Pretpostavlja se da je Karakala, sin Septimija Severa posjetio Domaviju 2014. godine. Nađen je stup koji je podigao neki ducenarij u čast Lucija Domicija, prokuratora Panonije i Dalmacije, tj. vrhovnog upravitelja svih rudnika u cijeloj Dalmaciji i Panoniji. Iz natpisa iz 274. znamo da je i u ovom trećini stoljeća eksploatiralo srebro. Proizvodnja je vremenom opadala, iako je bilo još mnogo rude. Razlog je nedovoljno razvijena tehnologija. Nađen je i rimski novac od bakra i srebra. Pronađeni su komadi olovne rude, troska, poluistopljena olovna ruda, brončana i željezna oruđa, dijelovi zemljanih svjetiljaka i drugo. Iskopani su ostatci građevina i gradskih nekropola, što nam daje dokaz o relativno visokom životnom standardu stanovnika Domavije.
Gradina je stavljena na privremeni popis nacionalnih spomenika BiH.